# Will to Power
Will to Power deseti je studijski album švedskog melodičnog death metal sastava Arch Enemy. Album je objavljen 8. rujna 2017. godine, a objavila ga je diskografska kuća Century Media Records. Prvi je album na kojem gitaru svira Jeff Loomis, otkako se pridružio sastavu 2014. godine. Također je prvi album sastava na kojem ima i čistog vokala.

## Popis pjesama
| 1.    | »Set Flame to the Night« |               | 1:18 |
| 2.    | »The Race«               |               | 3:15 |
| 3.    | »Blood in the Water«     |               | 3:55 |
| 4.    | »The World Is Yours«     | Michael Amott | 4:53 |
| 5.    | »The Eagle Flies Alone«  | Michael Amott | 4:59 |
| 6.    | »Reason to Believe«      |               | 4:47 |
| 7.    | »Murder Scene«           |               | 3:50 |
| 8.    | »First Day in Hell«      |               | 4:48 |
| 9.    | »Saturnine«              |               | 1:09 |
| 10.   | »Dreams of Retribution«  |               | 6:40 |
| 11.   | »My Shadow and I«        |               | 4:05 |
| 12.   | »A Fight I Must Win«     |               | 6:37 |
| 50:16 |                          |               |      |

| Deluxe edition | Deluxe edition                                     | Deluxe edition | Deluxe edition | Deluxe edition | Deluxe edition | Deluxe edition | Deluxe edition | Deluxe edition | Deluxe edition |
| Br.            | Skladba                                            | Trajanje       |                |                |                |                |                |                |                |
| -------------- | -------------------------------------------------- | -------------- | -------------- | -------------- | -------------- | -------------- | -------------- | -------------- | -------------- |
| 13.            | »City Baby Attacked by Rats« (obrada Charged GBHa) | 2:48           |                |                |                |                |                |                |                |
| 53:04          |                                                    |                |                |                |                |                |                |                |                |

| Japansko izdanje | Japansko izdanje                                   | Japansko izdanje | Japansko izdanje      | Japansko izdanje | Japansko izdanje | Japansko izdanje | Japansko izdanje | Japansko izdanje | Japansko izdanje |
| Br.              | Skladba                                            | Tekstopisac      | Skladatelj            | Trajanje         |                  |                  |                  |                  |                  |
| ---------------- | -------------------------------------------------- | ---------------- | --------------------- | ---------------- | ---------------- | ---------------- | ---------------- | ---------------- | ---------------- |
| 13.              | »Back to Back« (obrada Pretty Maidsa)              | Ronnie Atkins    | Ken Hammer, Alan Owen | 3:22             |                  |                  |                  |                  |                  |
| 14.              | »City Baby Attacked by Rats« (obrada Charged GBHa) |                  |                       | 2:48             |                  |                  |                  |                  |                  |
| 56:42            |                                                    |                  |                       |                  |                  |                  |                  |                  |                  |

## Zasluge
Arch Enemy
- Alissa White-Gluz — vokali
- Michael Amott — glavna i ritam gitara
- Jeff Loomis — glavna i ritam gitara
- Sharlee D'Angelo — bas-gitara
- Daniel Erlandsson — bubnjevi

Dodatni glazbenici
- Jens Johansson — čembalo

Ostalo osoblje
- Michael Amott — produciranje
- Daniel Erlandsson — produciranje
- Jens Bogren — miksanje, mastering
- Alex Reisfar — omot albuma